# Trachypithecus cristatus
Semnopithèque à coiffe, Budeng
Espèce
Statut de conservation UICN

 VU  : Vulnérable
Le Semnopithèque à coiffe (Trachypithecus cristatus) est un singe de la famille des Cercopithecidae, reconnaissable à sa petite crête grise au sommet de son crâne et à sa moustache grise.

## Dénominations
L'espèce est également appelée Semnopithèque à crête ou Budeng.

## Description

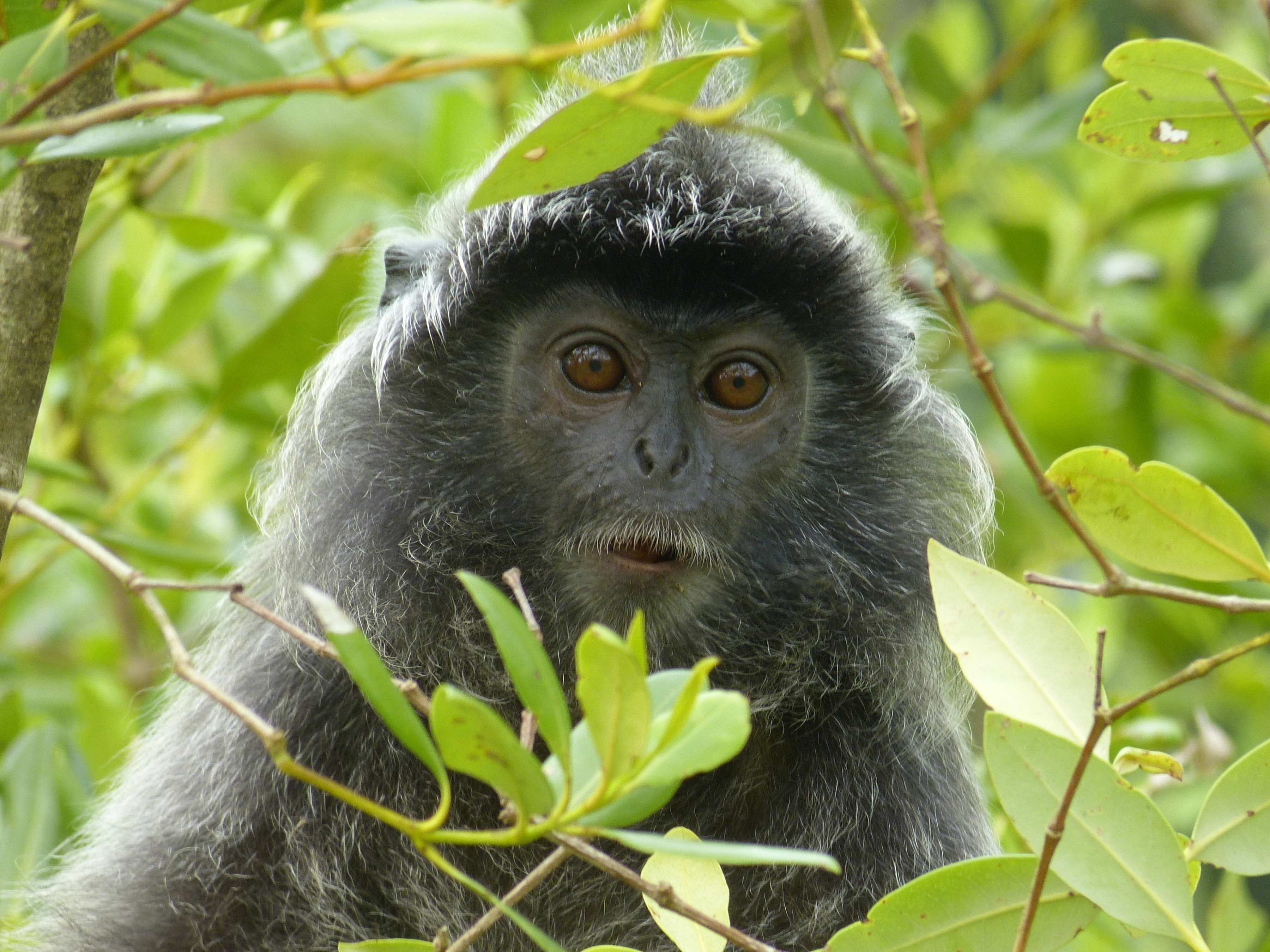
Détail de la tête

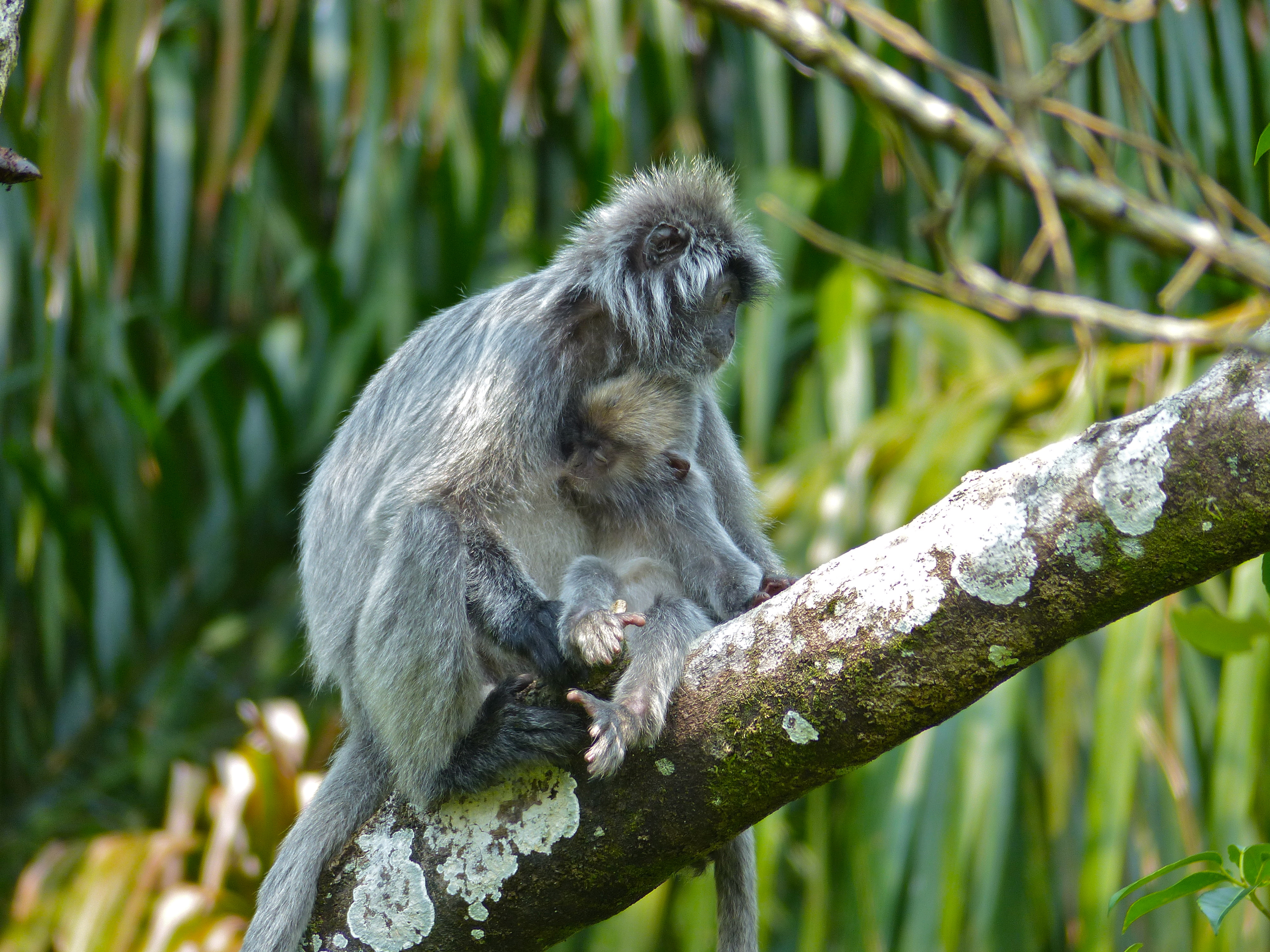
Femelle et son petit

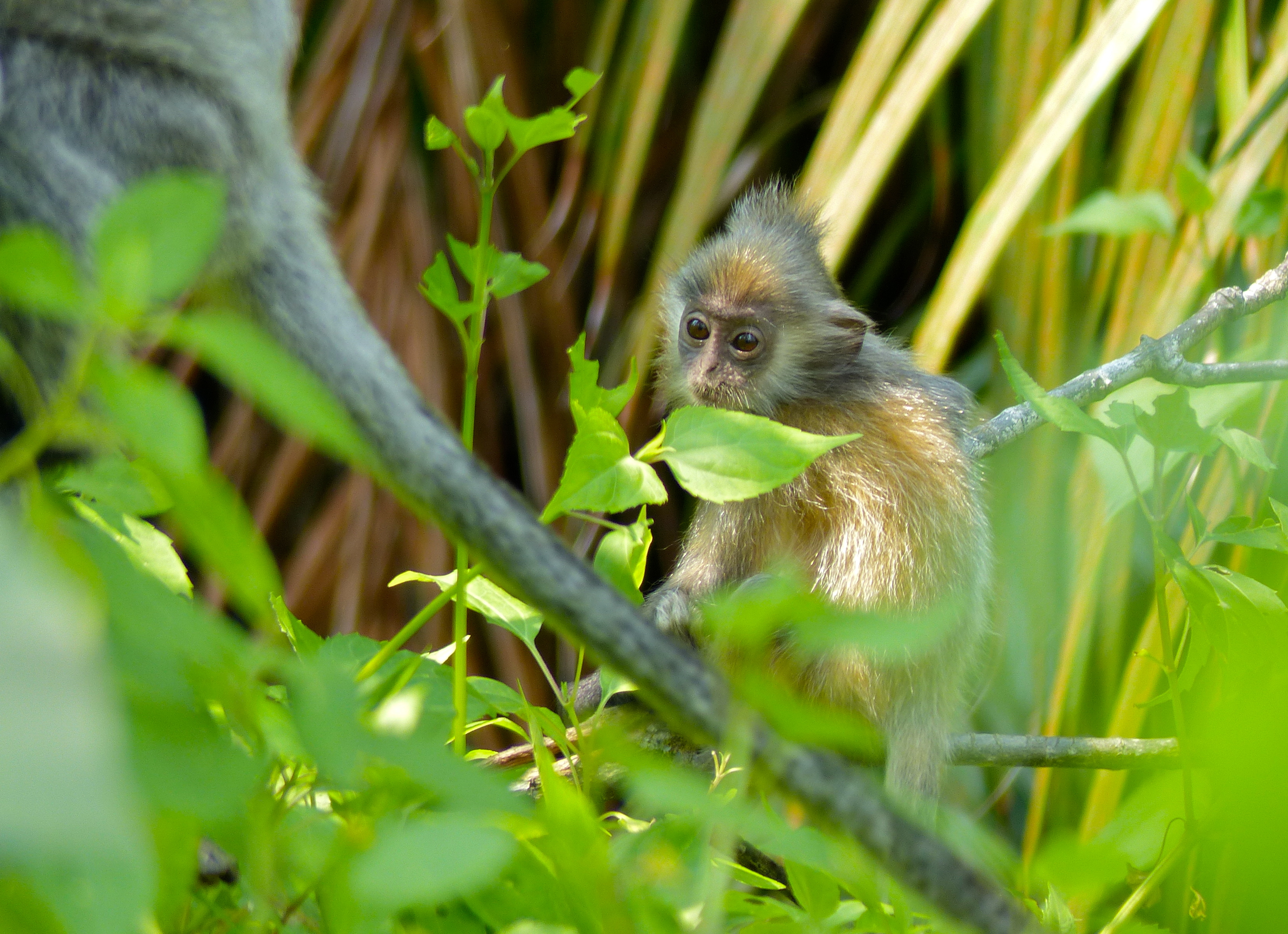
Petit à la fourrure rousse

La taille des femelles est de 46 à 51 cm pour un poids moyen de 5,7 kg. Les mâles sont sensiblement plus grands (50 à 58 cm) et plus gros (6,6 kg). Les deux ont en commun une queue très longue d'environ 67 à 75 cm, qui leur sert de balancier.
Le petit est roux et devient gris vers l'âge de trois mois.

## Répartition géographique et habitat

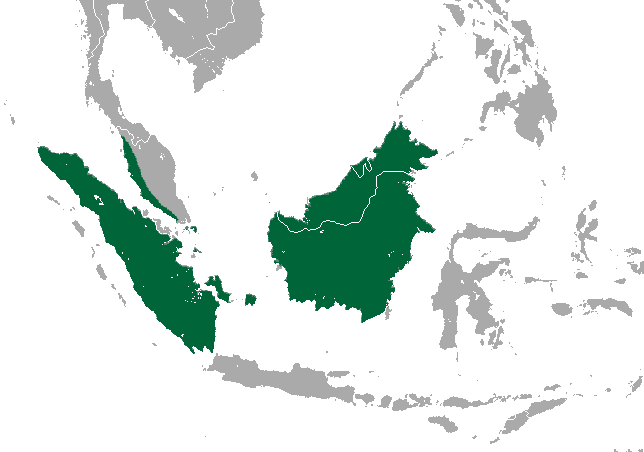
Carte de répartition

Le Semnopithèque à coiffe est présent dans les mangroves et les forêts littorales d'Asie du Sud-Est, du Vietnam jusqu'à l'Indonésie, en passant par le Cambodge. Il vit en groupe de 9 à 30 individus, placé généralement sous l'autorité d'un mâle dominant.

## Sous-espèces
- Trachypithecus cristatus cristatus (Raffles, 1821)
- Trachypithecus cristatus vigilans  (Miller, 1913)